# Puteševica
Puteševica – wieś w Bośni i Hercegowinie, w Federacji Bośni i Hercegowiny, w kantonie zachodniohercegowińskim, w gminie Grude. W 2013 roku liczyła 117 mieszkańców, z czego większość stanowili Chorwaci.